# Campeonato Mundial de Clubes de la FIVB de 2012
El Campeonato Mundial de Clubes de la FIVB de 2012 fue la octava edición del Campeonato Mundial de Clubes de la FIVB, realizada entre el 13 y el 19 de octubre del 2012 por cuarta vez en la ciudad de Doha, Catar.

## Fase a Grupos

### Sorteo
El sistema de competición no ha variado desde la edición anterior.
Los ocho equipos son sorteados en dos grupos de 4 equipos, avanzando a la siguiente ronda los dos mejores de cada grupo. En semifinales la ganadora del grupo A se enfrentará a la segunda del grupo B y la primera del grupo B a la segunda del grupo A. Los ganadores de ese partidos disputarán la final por el título, los perdedores la final por la 3° plaza. 
- GRUPO A
  -  Al-Rayyan (Campeón de Asia 2011/2012)
  -  Sada Cruzeiro (Campeón de Sudamérica 2011/2012)
  -  Tigre UNAS  (Representante de NORCECA)
  -  Trentino Volley (Wild Card, Campeón Mundial de Clubes 2011)

- GRUPO B
  -  Al Arabi (Equipo organizador)
  -  Skra Belchatow (Wild Card, Subcampeón de Europa 2011/2012)
  -  Zamalek Sporting Club (Campeón de África 2011/2012)
  -  Zenit Kazan (Campeón de Europa 2011/2012)

### Grupo A
| Fecha | Partido                         | Resultado                           |
| 13/10 | Sada Cruzeiro –Tigres UNAS      | 3-0 (25-17,25-13,25-18)             |
| 13/10 | Trentino Volley - Al-Rayyan     | 3-2 (22-25,25-18,23-25,25-17,15-9)  |
| 14/10 | Trentino Volley – Tigres UNAS   | 3-0 (25-15,25-15,25-20)             |
| 14/10 | Sada Cruzeiro - Al-Rayyan       | 3-1 (25-20,23-25,25-16,25-23)       |
| 15/10 | Trentino Volley – Sada Cruzeiro | 3-2 (25-23,24-26,26-24,19-25,21-19) |
| 15/10 | Al-Rayyan – Tigres UNAS         | 3-0 (25-13,25-17,25-18)             |

| Clasificación | Clasificación   | Clasificación | Clasificación | Clasificación | Clasificación | Clasificación | Clasificación | Clasificación |
| Pos.          | Equipo          | Puntos        | P.G.          | P.P.          | Sets G.       | Sets P.       | Tantos G.     | Tantos P.     |
| ------------- | --------------- | ------------- | ------------- | ------------- | ------------- | ------------- | ------------- | ------------- |
| 1º            | Trentino Volley | 7             | 3             | 0             | 9             | 4             | 300           | 261           |
| 2º            | Sada Cruzeiro   | 7             | 2             | 1             | 8             | 4             | 290           | 246           |
| 3º            | Al-Rayyan       | 4             | 1             | 2             | 6             | 6             | 252           | 256           |
| 4º            | Tigre UNAS      | 0             | 0             | 3             | 0             | 9             | 146           | 225           |

### Grupo B
| Fecha | Partido                               | Resultado                           |
| 13/10 | Skra Belchatow –Zamalek Sporting Club | 3-0 (27-25,25-19,28-26)             |
| 14/10 | Al Arabi - Zenit Kazan                | 1-3 (22-25,22-25,32-29,18-25)       |
| 15/10 | Al Arabi – Zamalek Sporting Club      | 3-0 (25-19,25-16,25-20)             |
| 15/10 | Zenit Kazan – Skra Belchatow          | 2-3 (25-21,23-25,25-17,19-25,10-15) |
| 17/10 | Zenit Kazan – Zamalek Sporting Club   | 3-0 (25-13,25-19,25-14)             |
| 17/10 | Skra Belchatow – Al-Arabi             | 3-1 (25-17,25-17,16-25,25-17)       |

| Clasificación | Clasificación         | Clasificación | Clasificación | Clasificación | Clasificación | Clasificación | Clasificación | Clasificación |
| Pos.          | Equipo                | Puntos        | P.G.          | P.P.          | Sets G.       | Sets P.       | Tantos G.     | Tantos P.     |
| ------------- | --------------------- | ------------- | ------------- | ------------- | ------------- | ------------- | ------------- | ------------- |
| 1º            | Skra Belchatow        | 8             | 3             | 0             | 9             | 3             | 274           | 248           |
| 2º            | Zenit Kazan           | 7             | 2             | 1             | 8             | 4             | 281           | 242           |
| 3º            | Al Arabi              | 3             | 1             | 2             | 5             | 6             | 244           | 250           |
| 4º            | Zamalek Sporting Club | 0             | 0             | 3             | 0             | 9             | 171           | 230           |

## Segunda Fase
|  | Semifinales     | Semifinales   |   |             | Final           | Final         |  |
|  | 18 de octubre   | 18 de octubre |   |             | 19 de octubre   | 19 de octubre |  |
|  |                 |               |   |             |                 |               |  |
|  |                 |               |   |             |                 |               |  |
|  | Trentino Volley | 3             |   |             |                 |               |  |
|  | Zenit Kazan     | 0             |   |             |                 |               |  |
|  |                 |               |   |             |                 |               |  |
|  |                 |               |   |             |                 |               |  |
|  |                 |               |   |             | Trentino Volley | 3             |  |
|  |                 | Sada Cruzeiro | 0 |             |                 |               |  |
|  |                 |               |   |             |                 |               |  |
|  |                 |               |   |             |                 |               |  |
|  |                 |               |   |             | Tercer lugar    |               |  |
|  |                 |               |   |             |                 |               |  |
|  | Skra Belchatow  | 2             |   | Zenit Kazan | 2               |               |  |
|  | Sada Cruzeiro   | 3             |   |             | Skra Belchatow  | 3             |  |

| Fecha | Partido                        | Resultado                          |
| 18/10 | Trentino Volley– Zenit Kazan   | 3-0 (25-14,25-20,25-14)            |
| 18/10 | Skra Belchatow – Sada Cruzeiro | 2-3 (21-25,25-23,25-27,25-23,9-15) |

| Fecha | Partido                      | Resultado                          |
| 19/10 | Zenit Kazan – Skra Belchatow | 2-3(18-25,25-18,25-15,24-26,10-15) |

| Fecha | Partido                        | Resultado               |
| 19/10 | Trentino Volley- Sada Cruzeiro | 3-0 (25-18,25-15,29-27) |

### Campeón
| Campeón del Mundo por Clubes de 2012 |
| ------------------------------------ |
| Trentino Volley 4º Título            |

## Premios y reconocimientos
- MVP - Mejor jugador:  Osmany Juantorena, Trentino Volley
- Máximo anotador:  Aleksandar Atanasijević, Skra Belchatów
- Mejor atacante:  Jan Stokr, Trentino Volley
- Mejor bloqueador:  Emanuele Birarelli, Trentino Volley
- Mejor servidor:  Wallace, Sada Cruzeiro
- Mejor armador:  William, Sada Cruzeiro
- Mejor libero:  Sérgio Nogueira, Sada Cruzeiro
- Mejor receptor:  Sérgio Nogueira, Sada Cruzeiro